# Contraseign

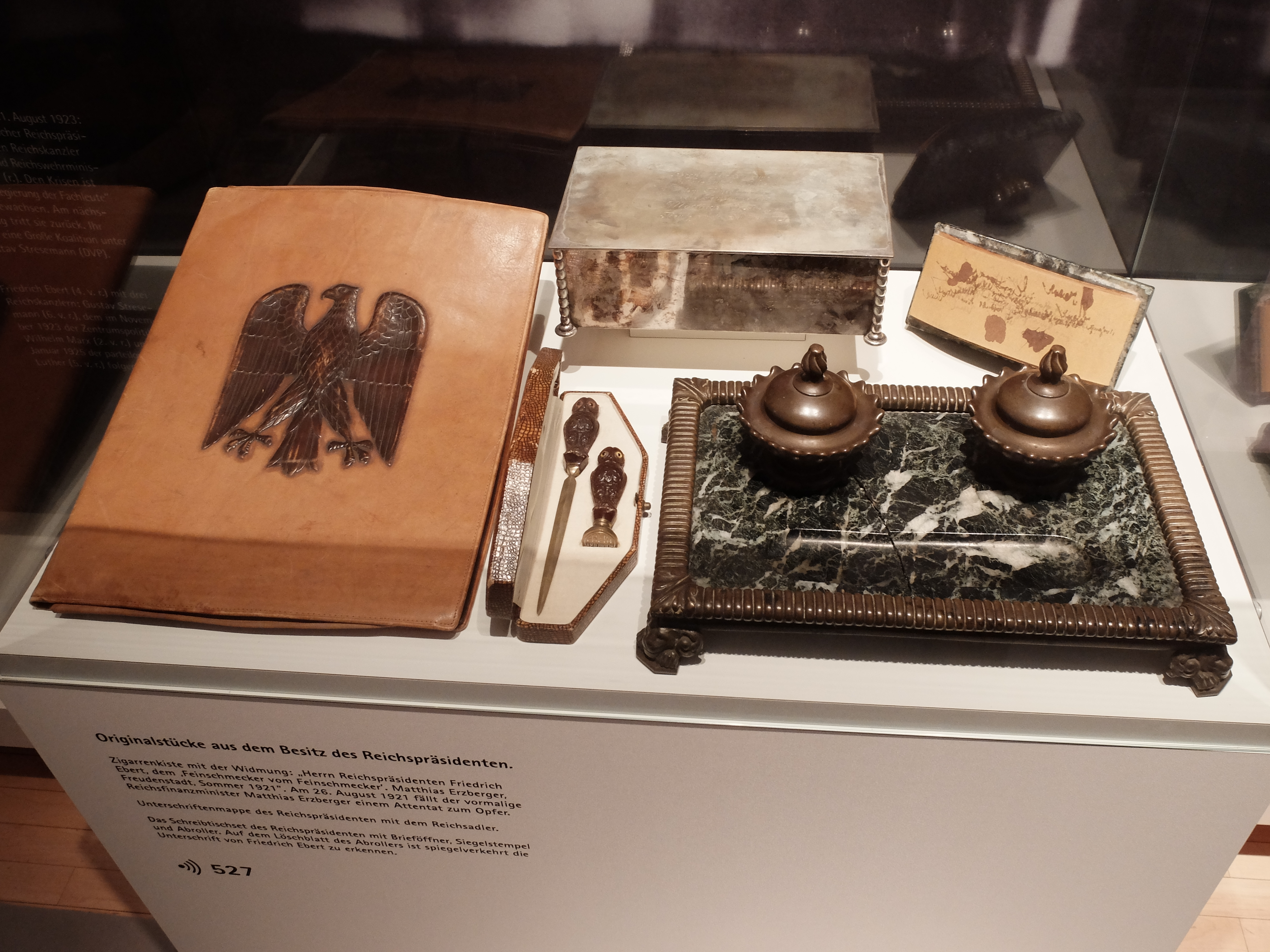
Museumkast met enkele dienstvoorwerpen van Friedrich Ebert, Duits Rijkspresident tussen 1919 en 1925. Links ziet men een map met te ondertekenen documenten, rechts een vloeiblad. Alle handelingen van de Rijkspresident moesten door een lid van de regering gegengezeichnet worden. Door dit contreseign werd duidelijk dat het staatshoofd in overeenstemming met de regering handelde.

Een contraseign, ook tegentekening genoemd, is een tweede handtekening waarmee degene die het contraseign afgeeft verklaart in te stemmen met de tekst van het document. Het zetten van zo'n handtekening wordt contrasigneren genoemd. 
Sommige medische rapportages worden gecontrasigneerd; het medeondertekenen van de medische rapportage vindt dan plaats als men redelijkerwijs van mening is dat het onderzoek/rapportage van voldoende kwaliteit is. Het rapport wordt niet in details bezien. 
In staatsrechtelijke zin betekent het door een minister contrasigneren van de op papier vastgelegde besluiten van de koning, die in de eerste plaats ondertekend worden door de koning, dat de minister de ministeriële verantwoordelijkheid draagt.